# Roberto Acuña
Roberto Miguel Acuña Cabello (født 25. marts 1972 i Avellaneda, Argentina) er en argentinsk-født paraguayansk tidligere fodboldspiller (midtbane). Han spillede 100 kampe for det paraguayanske landshold.

## Karriere
Acuña spillede over en periode på hele 19 år 100 kampe for Paraguays landshold. Han debuterede for holdet i marts 1993 i et opgør mod Bolivia, og spillede sin sidste landskamp i juni 2011, da paraguayanerne besejrede Rumænien i en venskabskamp. Han repræsenterede sit land ved tre VM-slutrunder, VM 1998 i Frankrig, VM 2002 i Sydkorea/Japan, samt VM 2006 i Tyskland. Derudover deltog han ved fire udgaver af Copa América,
På klubplan spillede Acuña en stor del af sin karriere i fødelandet Argentina, hvor han repræsenterede blandt andet Argentinos Juniors, Boca Juniors og Independiente. Han havde også et fem år langt ophold i Spanien hos Real Zaragoza, som han vandt Copa del Rey med i 2001.
Acuña blev én gang, i 2001, kåret til Årets fodboldspiller i Paraguay.

## Titler
Supercopa Sudamericana
- 1995 med Independiente

Copa del Rey
- 2001 med Real Zaragoza